# General Atomics MQ-9 Reaper

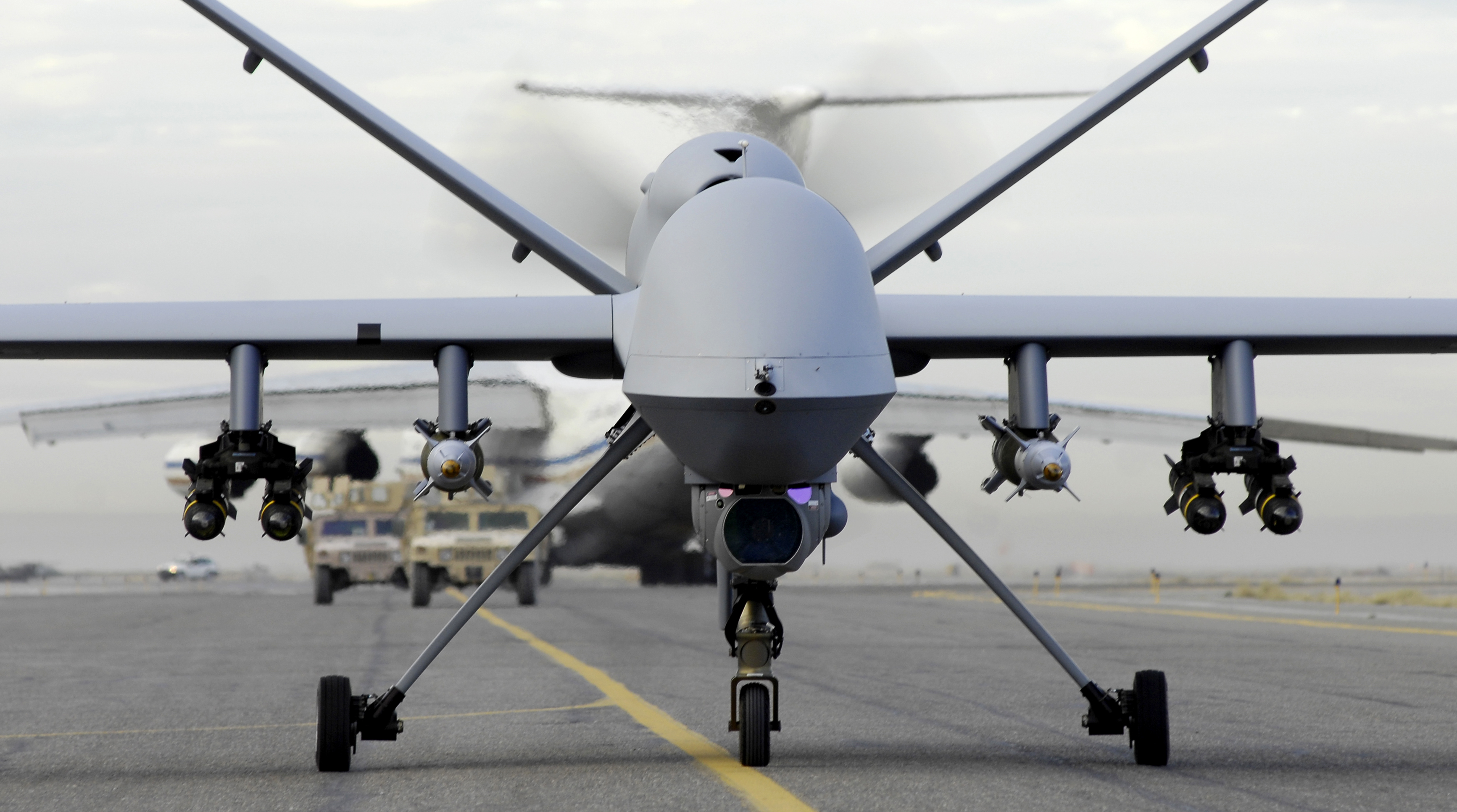
MQ-9 Reaper

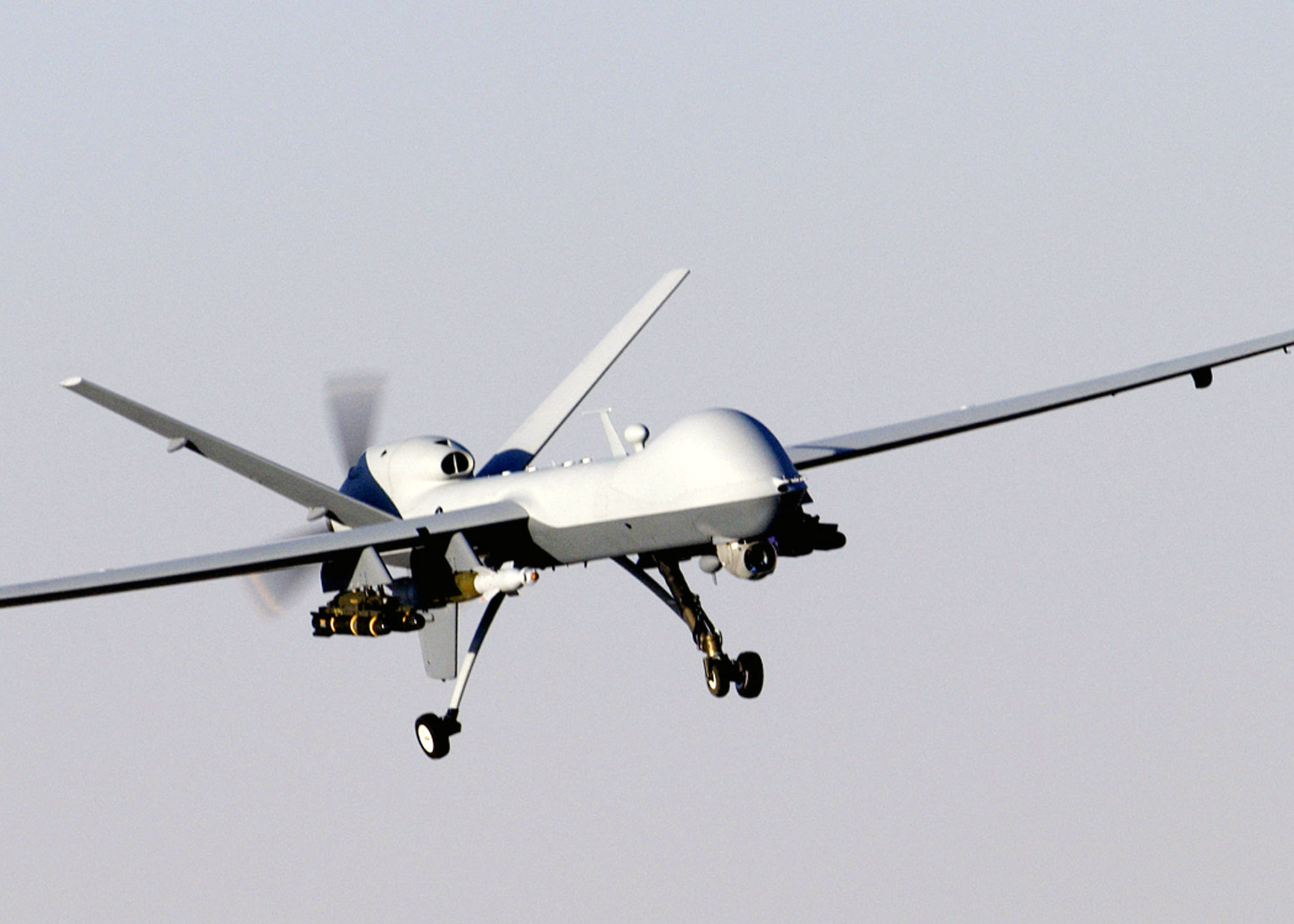
GM MQ-9

O General Atomics MQ-9 Reaper (Predator B ou Guardian) é o maior e mais poderoso veículo aéreo não tripulado (em inglês UAV ou drone) desenvolvido pela General Atomics Aeronautical Systems Inc. O projeto começou pela iniciativa privada em 1998 mas logo recebeu apoio da NASA. Seu primeiro voo aconteceu em fevereiro de 2001.
Os primeiros modelos do MQ-9 foram desenvolvidos na alçada do projeto "hunter-killer", desenvolvido para ter uma vida útil longa, como uma aeronave de vigilância de alta altitude. Em 2006, o então Chefe do Estado-Maior da força aérea dos Estados Unidos, o General T. Michael Moseley, afirmou: "Nós evoluímos o uso dos UAVs de primordialmente de coleta de informações, vigilância e reconhecimento, antes da Operação Iraque Livre, para um verdadeiro caçador-mortal com o Reaper."
O MQ-9 é maior, mais pesado e mais capaz, tecnologicamente, do que o General Atomics MQ-1 Predator; pode ser controlado pelos mesmos sistemas de solo usados para controlar o MQ-1. O Reaper (em português "Ceifador") tem um motor de turboélice de 950-cavalos de força (712 kW) (em comparação, o Predator tem um motor a pistão de 115 hp, ou 86 kW). Um motor mais poderoso e eficiente dá ao Reaper a capacidade de carregar quinze vezes mais armamentos, além de poder voar numa velocidade de cruzeiro três vezes maior que o MQ-1. Esta aeronave é monitorada e controlada por tripulantes no Ground Control Station (GCS, ou "Estação de Controle Terrestre"), incluindo suas armas.
Em 2008, o 174.º Esquadrão da Guarda Aérea Nacional de Nova Iorque começou o processo de descontinuar os caças F-16 do serviço ativo e substituí-los pelo MQ-9A Reapers, tornando-se a primeira unidade de caças tripulados a se converter inteiramente para uso de veículos aéreos não tripulados de combate (UCAV). Em março de 2011, a força aérea dos Estados Unidos começou a treinar mais pilotos para comandar os drones do que qualquer outro sistema de armas que possuem. O Reaper também é utilizado por outros órgãos do governo americano, incluindo a Agência de Alfândega e Proteção de Fronteiras. Pelo menos outros sete países tem o Reaper em seu arsenal.
A força aérea americana operava cerca de trezentos MQ-9 Reapers, por volta de maio de 2021. A liderança militar dos Estados Unidos planeja manter o MQ-9 em serviço até meados da década de 2030.

## Utilizadores
- Estados Unidos
- França
- Reino Unido
- Países Baixos
- Espanha
- Itália
- Índia
- Marrocos
- Polónia